# Brian Oliver
Brian Oliver, född 26 september 1929, död 20 oktober 2015, var en friidrottare från Australien. Han deltog vid olympiska sommarspelen 1956.